# Aphthonetus
Aphthonetus is een geslacht van vlinders uit de familie prachtmotten (Cosmopterigidae).

## Soorten
- A. albocinerea Walsingham, 1907
- A. aspersa (Butler, 1882)
- A. bitincta Walsingham, 1907
- A. columbella Walsingham, 1907
- A. confusa Walsingham, 1907
- A. corticicolor Walsingham, 1907
- A. diffusa Walsingham, 1907
- A. digressa Walsingham, 1907
- A. divergens Walsingham, 1907
- A. elegans Walsingham, 1907
- A. eleuthera Walsingham, 1907
- A. empetra Meyrick, 1915
- A. exsul Walsingham, 1907
- A. fluctuosa Walsingham, 1907
- A. fugitiva Walsingham, 1907
- A. hirsuta Walsingham, 1907
- A. humerella Walsingham, 1907
- A. kauaiensis Walsingham, 1907
- A. lichenalis Walsingham, 1907
- A. mediocris Walsingham, 1907

- A. nemo Walsingham, 1907
- A. passerella Walsingham, 1907
- A. plumbifer Walsingham, 1907
- A. polia Walsingham, 1907
- A. praefracta Meyrick, 1935
- A. puncticiliata Walsingham, 1907
- A. sagittata Walsingham, 1907
- A. sideroxyloni Swezey, 1932
- A. spurcata Walsingham, 1907
- A. subocellata Walsingham, 1907
- A. triaula Meyrick, 1935
- A. trichophora Walsingham, 1907
- A. veterella Walsingham, 1907